# Thomson-Gletscher
Der Thomson-Gletscher ist ein 13 km langer Gletscher an der Bryan-Küste des westantarktischen Ellsworthlands. Er fließt zwischen  der Rydberg- und der Wirth-Halbinsel zur Fladerer Bay. 
Das Advisory Committee on Antarctic Names benannte ihn 2003 nach Janet Wendy Thomson (* 1942) vom British Antarctic Survey, Leiterin des US-amerikanisch-britischen Projekts zur Erstellung glaziologischer Karten und solcher zur Küstenänderung auf der Antarktischen Halbinsel von den 1980er Jahren bis 2002.